# Пинова Вилла
Пинова Вилла (серб. Пинова Вила) - особняк или вилла в Зренянине. Построена в 1894 году по проекту венгерского архитектора Ласло Гялуша. Названа по фамилии своего шестого владельца - Пайи Пина. Считается, что это первый объект в Зренянине с центральным отоплением.  На сегодняшний день заброшена.

## История
Вила была построена в 1894 году по заказу Леона Штегервалда. Через два года её приобрёл Ференц Даниел, в чьем владении она находилась до 1919 года.
В 1928 году шестым владельцем вилы стал землемер Пая Пин (серб. Paja Pin), по чьему имени она сейчас и известна.
План строительства виллы подписал выдающийся венгерский архитектор Ласло Гялуш(серб. Laslo Đaluš, венг. Gyalus László) из Будапешта, ученик Фридьеша Шулека. Он известен как строитель монументальных общественных зданий, а также зданий сакральной архитектуры. Пинова вилла – его единственное архитектурное достижение в Великом Бечкереке.
В 1943 году Вилла была отнята немецкой администрацией, Пины были выселены а в ней находилось таможенное управление.
Последним официальным владельцем виллы до конфискации в 1958 году была Агница Варади, бабушка Тибора Варади, доктора юридических наук и бывшего министра юстиции в правительстве Милана Панича.
После этого и до конца 80-х – начала 90-х годов в Пиновой Вилле находилась пульмонологическая больница.

## Архитектура[1]
Вилла была задумана как угловое отдельно стоящее здание, углубленное относительно линий двух улиц: сегодняшних Ива Лола Рибара и Йована Цвиича. После постройки шоссе в 1980-е годы, участок оказался на пересечении трех улиц.
Угол улиц подчеркнут полукруглым угловым выпуском в виде башни с конической крышей со слегка изогнутым карнизом. На барабане купола расположены небольшие квадратные оконные проемы. Главный вход находится со стороны улицы Йована Цвиича. На первом и втором этажах есть простые прямоугольные оконные проемы, а также те, которые заканчиваются готическим элементом в виде немного ломанной арки.
Фасад, выходящий на улицу Иве Лоле Рибара, украшен наиболее богато. Левая часть фасада завершается декоративным ступенчатым фронтоном, напоминающим архитектурные элементы поздней готики . На первом этаже расположены два бифория с мраморной колонной посередине, а на втором этаже расположена терраса с двумя прямоугольными оконными проемами и дверью посередине. Лицевая сторона террасы имела ограждение в виде балюстрады, а боковые – в виде парапетной стены, сохранившейся до наших дней. В центральной зоне этажа расположен эркер, заканчивающийся треугольным фронтоном. Выступы на крыше имеют пирамидальные наконечники, первоначально она была окружена низкой стеной из клинкерного кирпича с коваными перилами.

## Вилла сегодня
На сегодняшний день вилла заброшена и находится в критическом состоянии. После прокладки шоссе через Зренянин в 1980-е, больница переехала из здания. В начале XXI века группа художников объявила его «Музеем разрушения» (серб. Музеj Деструкциjе), желая указать на ветхость этого и многих других зданий в Зренянине.
Интерьер, который когда-то говорил о высоком социальном статусе владельца, благодаря использованным материалам и способу обработки деталей, сейчас полностью разрушен. Роскошной деревянной лестницы, которая вела из просторного вестибюля на второй этаж здания, больше не существует. Был разрушен паркетный пол, как и другие детали интерьера, отдельные из которых были памятниками мастерства того времени.
В 2010-х Институт охраны памятников культуры Зренянина предложил проект реставрации фасада Пиновой Виллы. Вначале структура не могла найти денег на реализацию проекта. Затем, в 2014 году был принят Закон о реституции собственности, национализированной после прихода ко власти коммунистов в Югославии, который связал руки организации, так как у Виллы нашлись наследники, претендовавшие на возвращение её в их руки. На настоящий момент судебное разбирательство не завершено, до его конца запрещено проводить какие-либо работы в здании, поэтому все проекты по восстановлению Виллы заторможены.

## Галерея

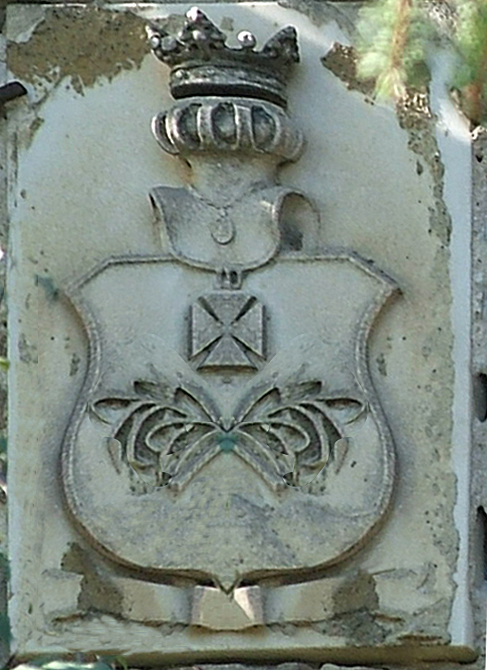
Герб на фасадах
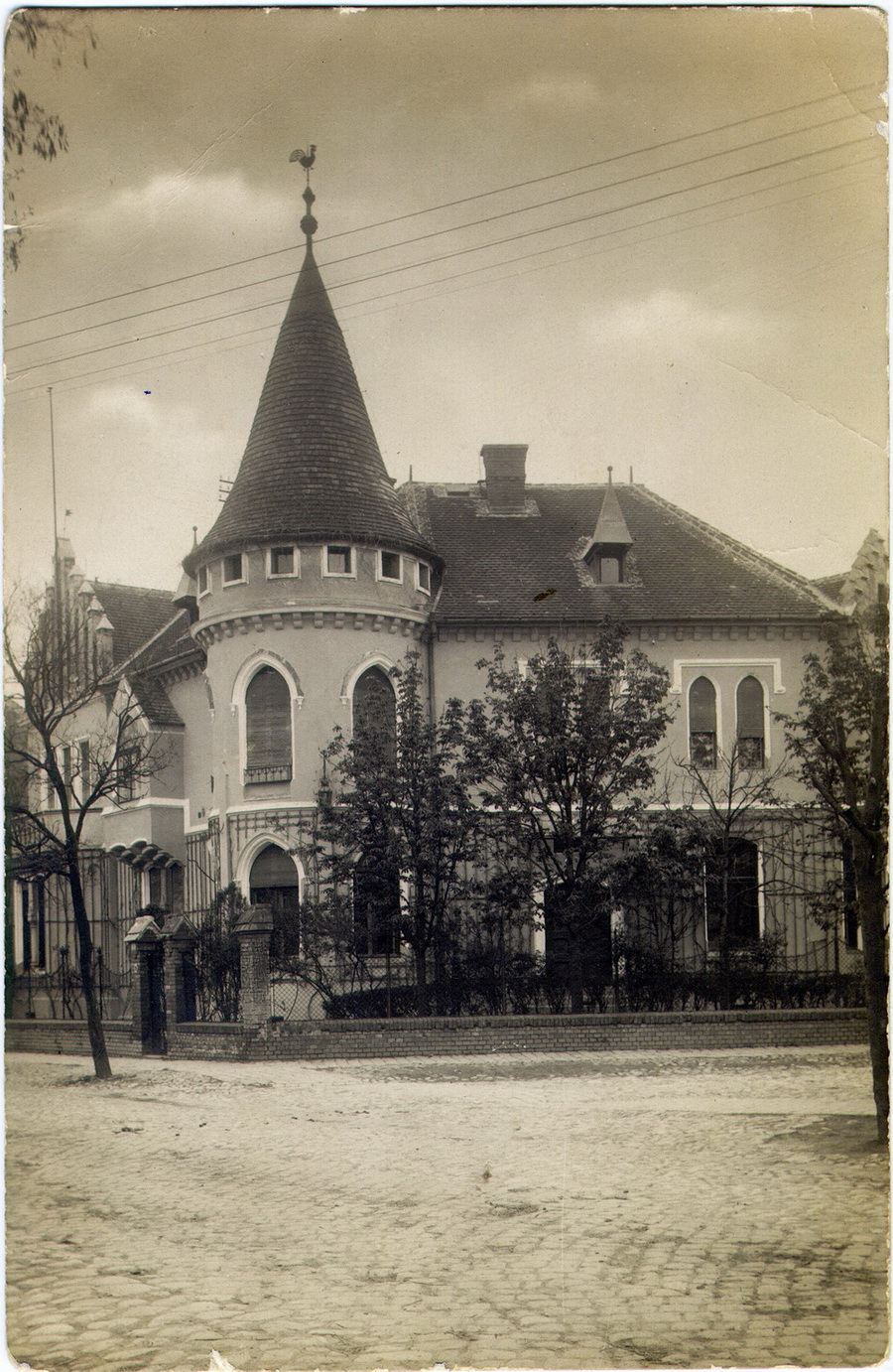
Пинова Вилла в 1939 году.
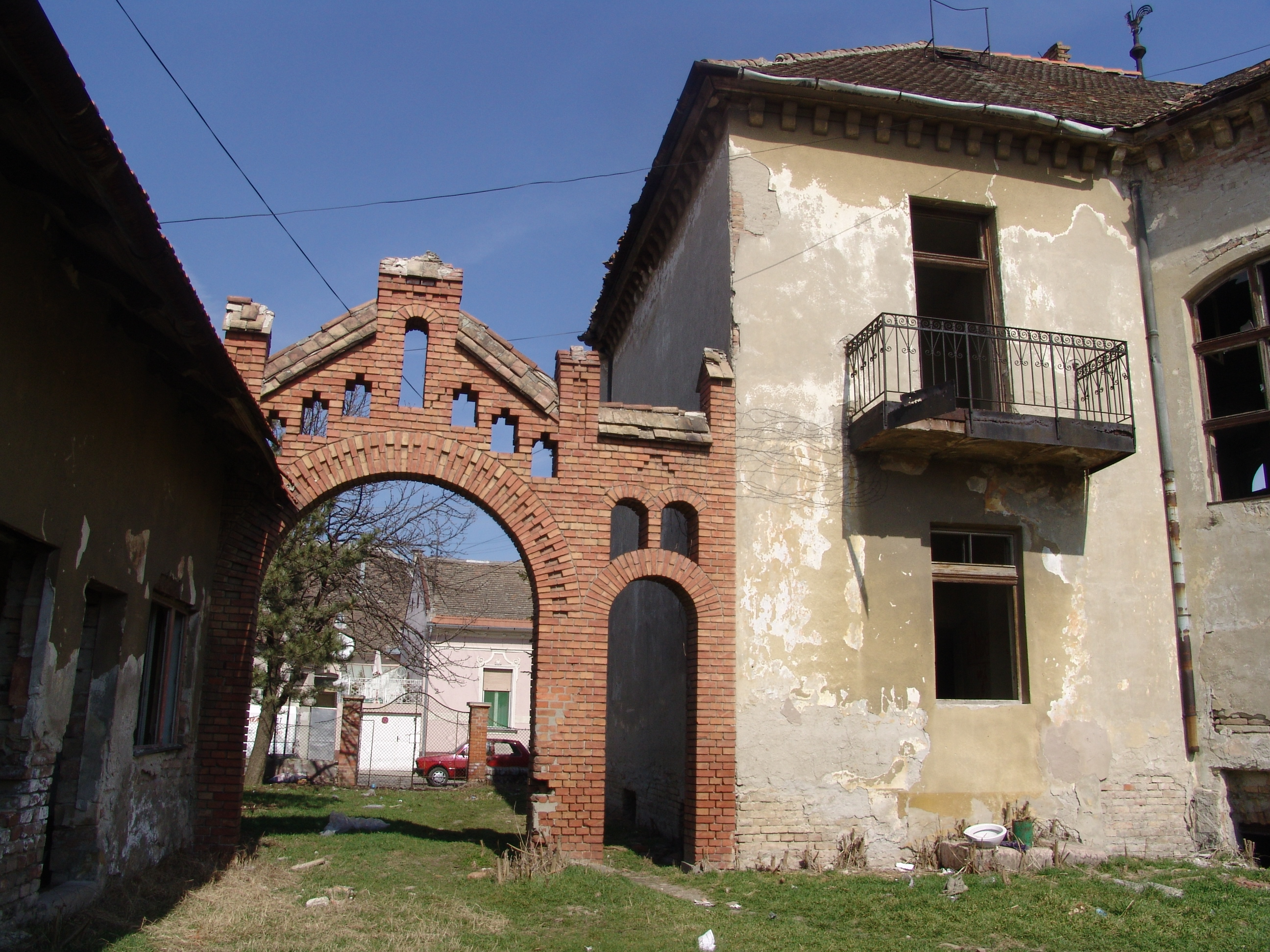
Арочные ворота во дворе
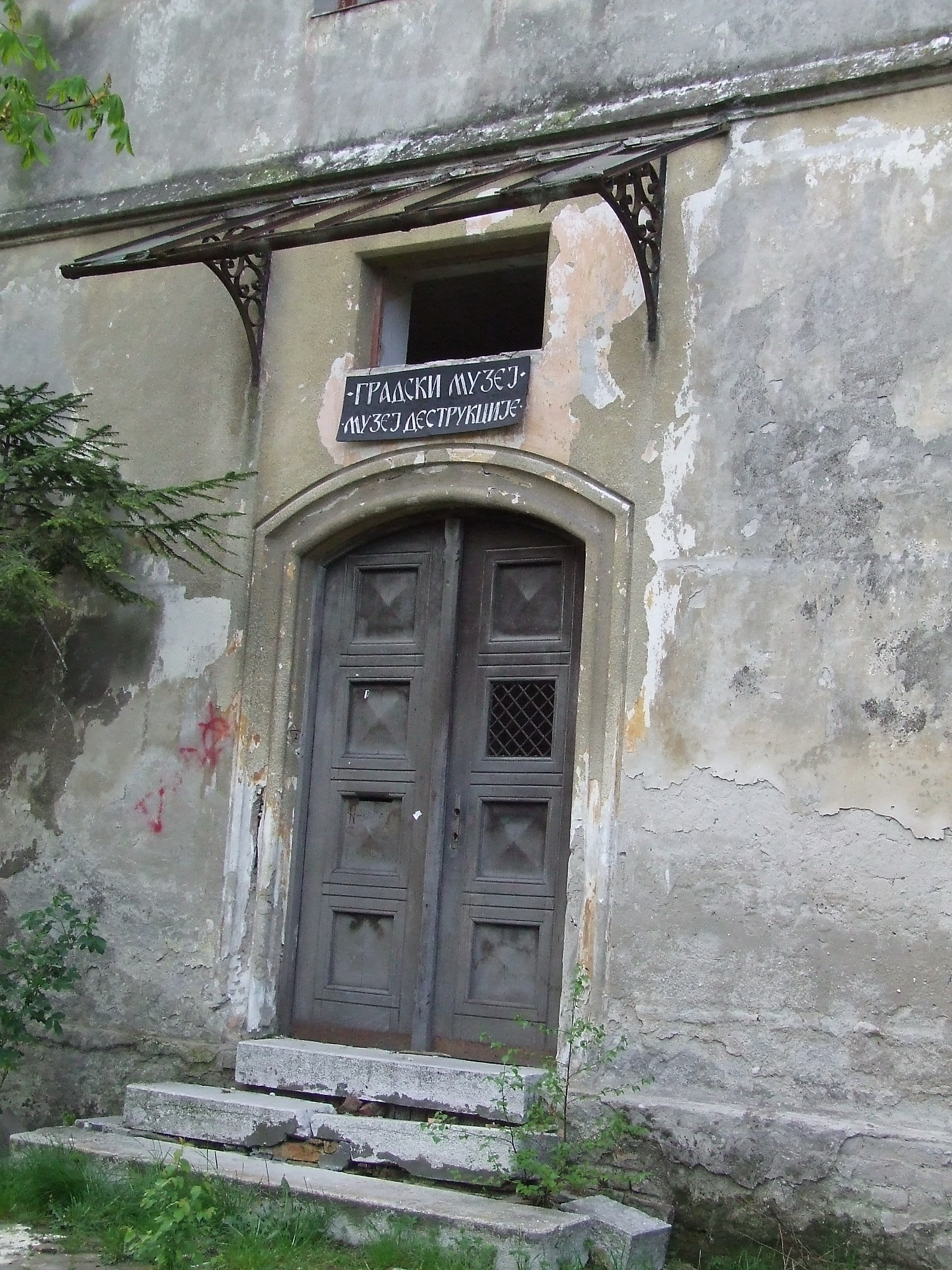
Портал
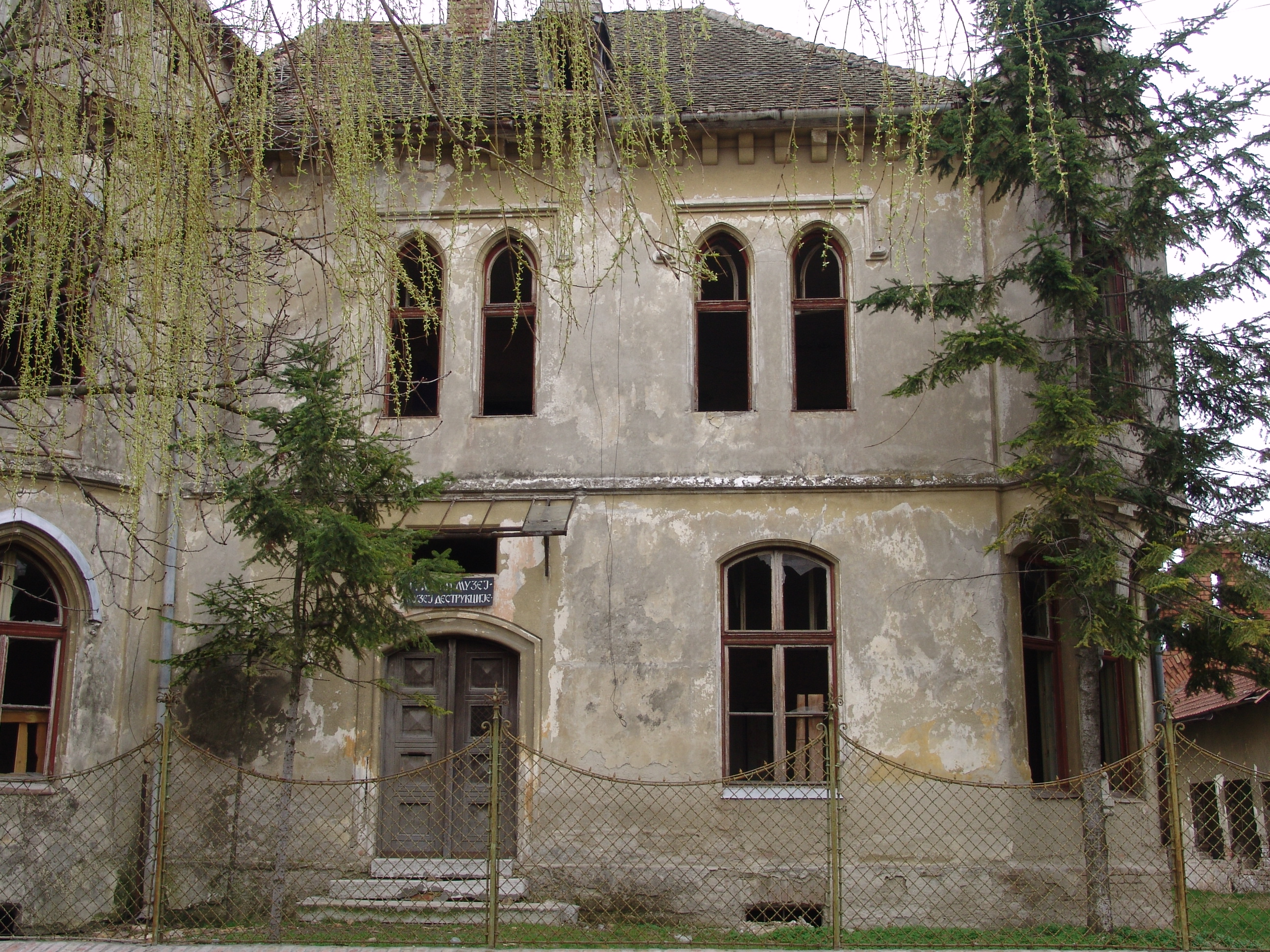
Северный фасад
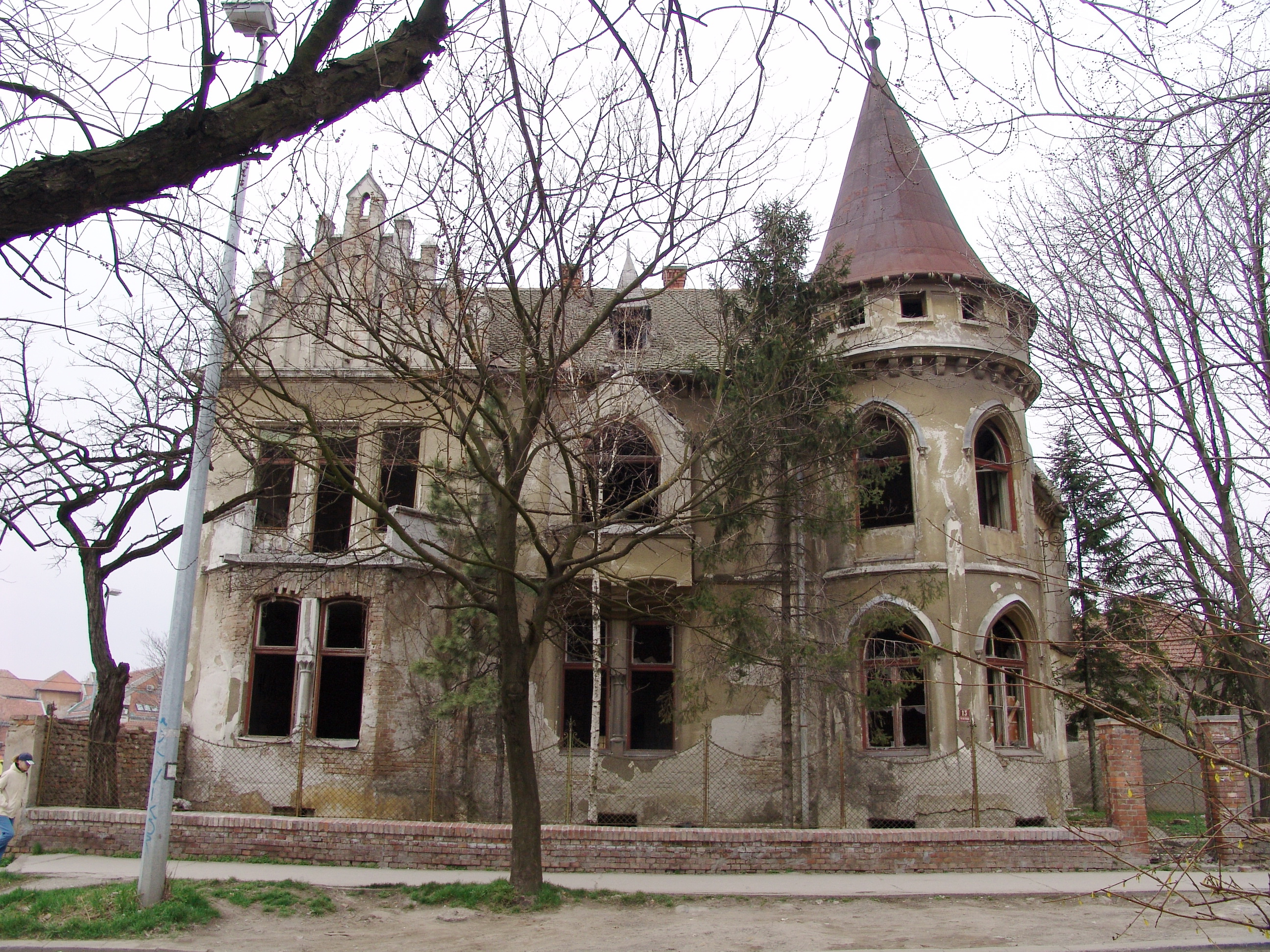
Восточный фасад